# Unión Americana de Natación
La Unión Americana de Natación (UANA) o Amateur Swimming Union of the Americas (ASUA) è la federazione continentale delle Americhe degli sport acquatici, che comprendono nuoto, nuoto sincronizzato, tuffi e pallanuoto, fondata nel 1948 durante i Giochi Olimpici di Londra.

## Organizzazione
La UANA è divisa al suo interno in 4 sottofederazioni, ciascuna delle quali è a capo di una determinata zona geografica:
- Zona 1: CONSANAT−America meridionale
- Zona 2: CCCAN−America centrale e Caraibi
- Zona 3: USAS−Stati Uniti
- Zona 4: AFC−Canada

Il presidente della UANA è il canadese Eldon C. Godfrey ed è parte di un comitato esecutivo composto da due vicepresidenti, un segretario e quattro membri (uno per ogni zona). In seno alla federazione operano cinque comitati tecnici per nuoto, pallanuoto, tuffi, nuoto sincronizzato e nuoto di fondo.

## Competizioni
Ogni sottofederazione organizza le proprie competizioni; la UANA organizza le competizioni degli sport acquatici all'interno dei Giochi panamericani (in collaborazione con il PASO) e le varie qualificazioni olimpiche e mondiali.
- Nuoto ai Giochi panamericani
- Pallanuoto ai Giochi panamericani
- Tuffi ai Giochi panamericani
- Nuoto sincronizzato ai Giochi panamericani

## Federazioni affiliate
La seguente è la lista dei 40 membri aderenti alla UANA aggiornata all'ottobre 2011.
| Codice                                                                | Paese                                                                 | Federazione/i | Sito web                                                                               |
| --------------------------------------------------------------------- | --------------------------------------------------------------------- | --- | -------------------------------------------------------------------------------------- |
| Zona 1: CONSANAT: Confederación Sudamericana de Natación              | Zona 1: CONSANAT: Confederación Sudamericana de Natación              | Zona 1: CONSANAT: Confederación Sudamericana de Natación                                                                                            | (EN, ES, PT)                                                                           |
| ARG                                                                   | Argentina                                                             | Confederación Argentina de Deportes Acuáticos | (ES)                                                                                   |
| BOL                                                                   | Bolivia                                                               | Federación Boliviana de Natación | (ES)                                                                                   |
| BRA                                                                   | Brasile                                                               | Confederação Brasileira de Desportos Aquáticos | (PT)                                                                                   |
| CHI                                                                   | Cile                                                                  | Federación Chilena de Deportes Aquáticos | (ES)                                                                                   |
| COL                                                                   | Colombia                                                              | Federación Colombiana de Natación | (ES)                                                                                   |
| ECU                                                                   | Ecuador                                                               | Federación Ecuatoriana de Natación | (ES)                                                                                   |
| GUY                                                                   | Guyana                                                                | Guyana Amateur Swimming Association | nd                                                                                     |
| PAR                                                                   | Paraguay                                                              | Federación Paraguaya de Natación | (ES) http://www.fepana.org.py/                                                         |
| PER                                                                   | Perù                                                                  | Federación Deportiva Peruana de Natación | (ES)                                                                                   |
| SUR                                                                   | Suriname                                                              | Surinaamse Zwem Bond | nd                                                                                     |
| URU                                                                   | Uruguay                                                               | Federación Uruguaya de Natación | (ES)                                                                                   |
| VEN                                                                   | Venezuela                                                             | Federación Venezolana de Deportes Aquáticos | (ES)                                                                                   |
| Zona 2: CCCAN: Confederación Centroamericana y del Caribe de Natación | Zona 2: CCCAN: Confederación Centroamericana y del Caribe de Natación | Zona 2: CCCAN: Confederación Centroamericana y del Caribe de Natación                                                                               | (EN)                                                                                   |
| AIA                                                                   | Anguilla                                                              | Anguilla Amateur Swimming Association | nd                                                                                     |
| ANT                                                                   | Antigua e Barbuda                                                     | Antigua & Barbuda Amateur Swimming Association | nd                                                                                     |
| ARU                                                                   | Aruba                                                                 | Arubaanse Zwembond | nd                                                                                     |
| BAH                                                                   | Bahamas                                                               | Bahamas Swimming Federation | (EN) Archiviato il 12 gennaio 2012 in Internet Archive.                                |
| BRB                                                                   | Barbados                                                              | Barbados Amateur Swimming Association | (EN)                                                                                   |
| BER                                                                   | Bermuda                                                               | Bermuda Amateur Swimming Association | (EN)                                                                                   |
| CRC                                                                   | Costa Rica                                                            | Federación Costarricense de Natación y Afines | (ES) Archiviato il 5 gennaio 2013 in Archive.is.                                       |
| CUB                                                                   | Cuba                                                                  | Federación Cubana de Natación | nd                                                                                     |
| CUR                                                                   | Curaçao                                                               | Curaçao Aquatic Association | nd                                                                                     |
| DMA                                                                   | Dominica                                                              | Dominica Amateur Swimming Association | nd                                                                                     |
| ESA                                                                   | El Salvador                                                           | Federación Salvadoreña de Natación | nd                                                                                     |
| JAM                                                                   | Giamaica                                                              | Amateur Swimming Association of Jamaica | (EN)                                                                                   |
| GRN                                                                   | Grenada                                                               | Grenada Amateur Swimming Association | (EN)                                                                                   |
| GUA                                                                   | Guatemala                                                             | Federación Nacional de Natación de Guatemala | nd                                                                                     |
| HAI                                                                   | Haiti                                                                 | Haitian Swimming Federation | nd                                                                                     |
| HON                                                                   | Honduras                                                              | Federación Hondureña de Natación | nd                                                                                     |
| CAY                                                                   | Isole Cayman                                                          | Cayman Islands Amateur Swimming Association | (EN)                                                                                   |
| ISV                                                                   | Isole Vergini Americane                                               | Virgin Islands Swimming Federation | nd                                                                                     |
| IVB                                                                   | Isole Vergini Britanniche                                             | British Virgin Islands Swimming Federation | nd                                                                                     |
| MEX                                                                   | Messico                                                               | Federación Mexicana de Natación | (ES) Archiviato il 6 gennaio 2012 in Internet Archive.                                 |
| NCA                                                                   | Nicaragua                                                             | Federación de Natación de Nicaragua | nd                                                                                     |
| PAN                                                                   | Panama                                                                | Panamanian Swimming Federation | nd                                                                                     |
| PUR                                                                   | Porto Rico                                                            | Federación Portorriqueña de Natación | (ES)                                                                                   |
| DOM                                                                   | Rep. Dominicana                                                       | Federación Dominicana de Natación | (ES)                                                                                   |
| SKN                                                                   | Saint Kitts e Nevis                                                   | St. Kitts & Nevis Swimming Federation | (EN)                                                                                   |
| LCA                                                                   | Saint Lucia                                                           | St. Lucia Amateur Swimming Association | (EN)                                                                                   |
| VIN                                                                   | Saint Vincent e Grenadine                                             | St. Vincent & the Grenadines Swimming Federation | nd                                                                                     |
| TRI                                                                   | Trinidad e Tobago                                                     | Amateur Swimming Association of Trinidad & Tobago                                                                                                   | (EN)                                                                                   |
| TCN                                                                   | Turks e Caicos                                                        | Turks & Caicos Islands National Swimming Association                                                                                                | nd                                                                                     |
| Zona 3: USAS: United States Aquatic Sports                            | Zona 3: USAS: United States Aquatic Sports                            | Zona 3: USAS: United States Aquatic Sports | (EN)                                                                                   |
| USA                                                                   | Stati Uniti                                                           | USA Diving (tuffi) USA Swimming (nuoto) United States Synchro Inc (nuoto sincronizzato) US Water Polo Inc (pallanuoto) US Masters Swimming (master) | (EN) (EN) (EN) (EN) (EN)                                                               |
| Zona 4: AFC: Aquatics Federation of Canada                            | Zona 4: AFC: Aquatics Federation of Canada                            | Zona 4: AFC: Aquatics Federation of Canada | (EN, FR)                                                                               |
| CAN                                                                   | Canada                                                                | Diving/Plongeon Canada (tuffi) Swimming Canada (nuoto) Canadian Amateur Synchronized Swimming Association (sincro) Water Polo Canada (pallanuoto)   | (EN, FR) (EN, FR) (EN, FR) Archiviato il 9 febbraio 2010 in Internet Archive. (EN, FR) |